# Stukały
Stukały (biał. Стукалы; ros. Стукалы) – wieś na Białorusi, w obwodzie grodzieńskim, w rejonie mostowskim, w sielsowiecie Kuryłowicze, nad Niemnem. Leżą na terenie Rezerwatu Krajobrazowego Puszcza Lipiczańska.
Dawniej wieś i majątek ziemski. W dwudziestoleciu międzywojennym leżały w Polsce, w województwie nowogródzkim, powiecie szczuczyńskim (do 1929 w powiecie lidzkim), w gminie Orla.